# Lily Frost
Lily Frost, nata Lindsey Frost Davis (Toronto, ...), è una cantante canadese bilingue in francese e inglese. È una performer multi-genere e multidisciplinare.

## Biografia
Nata a Toronto, ha studiato jazz alla Università Concordia di Montréal e ha affinato la sua arte a Vancouver come cantante della lounge band The Colorifics, firmando come artista solista per la Nettwerk Records. È tornata a Toronto dove ha pubblicato diversi dischi con Aporia/Outside e due con Marquis/EMI, così come il suo album autoprodotto più recente, Retro-Moderne.

### Carriera
Nata Lindsey Frost Davis, Lily Frost è una cantante, compositrice e produttrice di Toronto. Ha studiato al Royal Conservatory of Music di Toronto, iniziando con il pianoforte all'età di 7 anni. Ha poi studiato danza classica, tip tap, danza moderna e jazz. La sua famiglia ha trascorso le estati a Lake Huron, dove lei e sua cugina maggiore, la cantautrice canadese e artista hip-hop alternativo Kinnie Starr hanno iniziato a cantare insieme.
Lily è andata alla Università Concordiadi Montréal nel 1989 per studiare jazz. Ha incontrato il compositore sudamericano Jorge Diaz de Bedoya che le ha fatto conoscere la Bossa Nova, Serge Gainsbourg e i "Tropicalia", che hanno influenzato la sua scrittura. Ha lasciato la Concordia dopo due anni per lavorare a tempo pieno come cantautrice, performer e artista di registrazione.
Lily e Jorge Diaz de Bedoya hanno scritto e suonato a Montréal in vari gruppi tra cui Les Minstrels. Lily ha incontrato John Davis dei The Gruesomes al negozio di dischi Cheap Thrills di Montréal che ha chiesto a Lily di fare un provino per una band chiamata The Shieks. Il suo primo spettacolo con The Sheiks è stato al The Rockaway Revue di Montréal. Hanno continuato a suonare al Club Soda, Station 10 e Les Foufounes Electriques. Lily si è esibita con John Davis, Bobby Beaton, Phil Giaro e Dave Lachance, e ha scritto insieme a Phil Giaro una cassetta di originali e cover intitolata The Recession Blues.
Nel 1991 si è trasferita al Cairo, in Egitto, per sei mesi, cantando in un piano bar con il pianista jazz di Berkley Rashad Fahim.
Nel 1993 Lily ha iniziato a cantare come cantante per Ray Condo e The Swinging Dukes a Vancouver. Quando lui morì nel 2004, Lily rese omaggio con il suo album Lily Swings, un album di canzoni di Billie Holiday realizzate in stile western swing con la band di Ray The Swinging Dukes. L'album è stato registrato a Vancouver con Rick Kilburn e mixato a Toronto da Jose Contreras. Fu realizzato un secondo album, Too Hot For Words. Entrambi sono stati distribuiti da Marquis/EMI e prodotti da Jose Contreras. Lily e la sua band sono apparse al Montréal Jazz Festival e al Massey Hall Women in Blues Revue.
Nel 1992 Lily si è trasferita a Vancouver dove si è riunita con Jorge Diaz de Bedoya e molti altri musicisti con sede a Montréal. Si sono esibiti come The Colorifics, una popolare lounge band di Vancouver. La formazione originale era Lily Frost, Jorge Diaz, Dave Lachance e Bernie Boulanger (della band Rattled Roosters). The Colorifics hanno pubblicato tre album originali: Girlie Door, Guilty Pleasure e Living City.
La Nettwerk Records ha fatto firmare la Frost come artista solista per l'album Lunamarium, con il suo singolo dall'album Who Am I che appare nella colonna sonora del film Crazy/Beautiful.
Lily è stata premiata come cantante dell'anno della West Coast nel 2003 ed ha iniziato con i Coldplay, The Dandy Warhols, Blue Rodeo, Cowboy Junkies ed è stata in tournée con Au Revoir Simone, The Flashing Lights, Neko Case e Hawksley Workman. Al suo ritorno a Toronto ha incontrato e sposato il cantante/compositore cileno José Miguel Contreras dei By Divine Right nel 2004, che ha portato a un'ulteriore immersione nella musica e nella cultura latinoamericana, che ha permeato molte delle sue registrazioni, tra cui You've Shaken Every Part of Me, scritto in collaborazione con José Miguel Contreras. Hanno continuato a scrivere, registrare, produrre, ingegnerizzare ed eseguire i suoi successivi cinque dischi insieme. Lily ha firmato con Aporia Publishing che ha distribuito le sue pubblicazioni: Situation, Cine-Magique, Viridian Torch, Flights of Fancy, Do What You Love, Rebound Bitch, Motherless Child. Il video di Silver Sun è stato diretto da James Genn e ha vinto il premio per il video dell'anno di Bravo. Cine-Magique è stato pubblicato in Francia da Boxton Records e Lily ha girato la Francia diverse volte, apparendo al festival Les Femmes S'en Meulent e in concerti da solista.
Nel 2009 Lily e Trevor Yuile hanno scritto insieme la sigla e la colonna sonora "All I Ever Wanted to Be" per la popolare serie TV CBC Being Erica che è stata nominata per un Gemini Award. Le sue canzoni sono apparse in Grey's Anatomy, Crazy/Beautiful OST, Workin' Moms, Charmed, Felicity, Stargate SG-1, The City di MTV e nelle pubblicità di Chevrolet e Hudsons Bay.
Nel 2015 Michael Feinstein ha invitato Lily ad esibirsi dal vivo in studio per NPR NYC dopo l'uscita del suo single Motherless Child.
Nel 2016 Lily ha pubblicato singoli originali con Aporia Records e ha lavorato come scrittrice per l'etichetta, scrivendo a Toronto, Nashville e Los Angeles con Chris Unck (Pink), Eleni Mandell, Skye Machine, Dreamspeed (Beatchild, Slakah the Beatchild), scrivendo per l'artista Chloe Watkinson e con altri come Myshkin Warbler, Matt Lipscombe (Me Mom and Morgantaler), Jane Bach, Benita Hill, Adam Searan, Tom McKay (Joydrop), James Di Salvio (Bran Van 3000).
Nel 2017 Lily ha pubblicato l'album Rebound sull'etichetta Aporia.
Nel 2019 Lily ha pubblicato un album indipendente, Retro-Moderne. Prodotto a New York con Gus Van Go, il disco ha un sound anni '60 con gruppi femminili di supporto, chitarre spaghetti western, batteria dal vivo e programmata e basso Höfner che supportano la voce fantastica di Lily.

### Televisione
La Frost ha collaborato a scrivere la sigla intitolata All I Ever Wanted to Be per lo spettacolo della CBC Being Erica.
La sua canzone Enchantment è stata inclusa in un episodio della terza stagione di Grey's Anatomy. La canzone è stata anche inclusa in uno spot pubblicitario del 2007 per i grandi magazzini The Bay e nel terzo episodio dello spettacolo della CBC Being Erica.
La sua canzone Who Am I è stata inclusa nell'episodio della settima stagione di Stargate SG-1, "Fragile Balance", così come nell'episodio della quarta stagione di Charmed, Hell Hath No Fury. È apparsa anche sull'OST di Crazy/Beautiful (2001) con Kirsten Dunst.
La sua canzone Two of Us è stata inclusa in uno spot pubblicitario Chevy Cobalt del 2007.
La sua canzone Where is Love è stata descritta più volte nello show televisivo 15! Love.
La sua canzone You've Shaken Every Part of Me è stata inclusa in un episodio di The City di MTV.

## Discografia

### Album

#### The Colorifics
- Girlie Door
- Guilty Pleasures
- Living City (1996)

#### Solista
- Cosmicomic Country (2000)
- Lunamarium (2001)
- Situation (2004)
- Cine-Magique (2006)
- Lily Swings (2008)
- Viridian Torch (2010)
- Do What You Love (2012)
- Too Hot For Words (2015)
- Retro-Moderne (2019)

### EP
- Flights of Fancy (2007)
- Motherless Child (2014)
- Rebound (2017)

### Singoli
- Motherless Child (2014)

## Tournée
Canada, USA, Francia, Regno Unito, Egitto